# 블랙리스트 (드라마)
블랙리스트(The Blacklist)는 2013년부터 2023년까지 NBC에서 방영한 미국 텔레비전 드라마이다.

## 줄거리
FBI의 주요 수배범이자 세계적으로 악명을 떨치고 있는 레이먼드 레딩턴(제임스 스페이더 분)은 어느날 갑자기 FBI 워싱턴 지부에 제발로 걸어들어와 자수를 한다. 즉시 체포된 그는 사법거래를 제안하면서 자신이 가지고 있는 최악의 범죄자들의 목록 <블랙리스트>를 FBI에 제공하겠다고 말하고 이상한 조건을 말하는데, 그것은 FBI 신입요원 엘리자베스 킨(메간 분 분)과만 이야기를 하겠다는 것이다. 차례차례 최악의 범죄자들을 잡아들이는 레딩턴과 킨. 그러나 레딩턴에게는 목적이 따로 있고 그것은 킨 요원과 밀접하게 연관되어 있음이 드러나는데...

## 배역
- 제임스 스페이더 - 레이먼드 레딩턴 역
- 메건 분 - 엘리자베스 킨 역
- 디에고 클래튼호프 - 도널드 레슬러 역
- 라이언 이골드 - 톰 킨 역
- 해리 레닉스 - 해럴드 쿠퍼 역
- 파민더 나그라 - 미라 말릭 역
- 모잔 마르노 - 사마르 나바비 역
- 아미르 아리슨 - 아람 모즈타바이 역
- 히샴 타우피크 - 뎀베 주마 역
- 브라이언 데너히 - 돔(엘리자베스 킨의 할아버지) 분

## 에피소드 목록
|  | 1  | 22 | 2013년 9월 23일  | 2014년 5월 12일 | 6  | 14.95 |
|  | 2  | 22 | 2014년 9월 22일  | 2015년 5월 14일 | 14 | 13.76 |
|  | 3  | 23 | 2015년 10월 1일  | 2016년 5월 19일 | 22 | 11.19 |
|  | 4  | 22 | 2016년 9월 22일  | 2017년 5월 18일 | 30 | 9.25  |
|  | 5  | 22 | 2017년 9월 27일  | 2018년 5월 16일 | 42 | 8.41  |
|  | 6  | 22 | 2019년 1월 3일   | 2019년 5월 17일 | 57 | 6.87  |
|  | 7  | 19 | 2019년 10월 4일  | 2020년 5월 15일 | 50 | 6.88  |
|  | 8  | 22 | 2020년 11월 13일 | 2021년 6월 23일 | 51 | 5.47  |
|  | 9  | 22 | 2021년 10월 21일 | 2022년 5월 27일 | 50 | 4.77  |
|  | 10 | 22 | 2023년 2월 26일  | 2023년 7월 13일 | 60 | 3.83  |